# Szlak Polskiej Miedzi

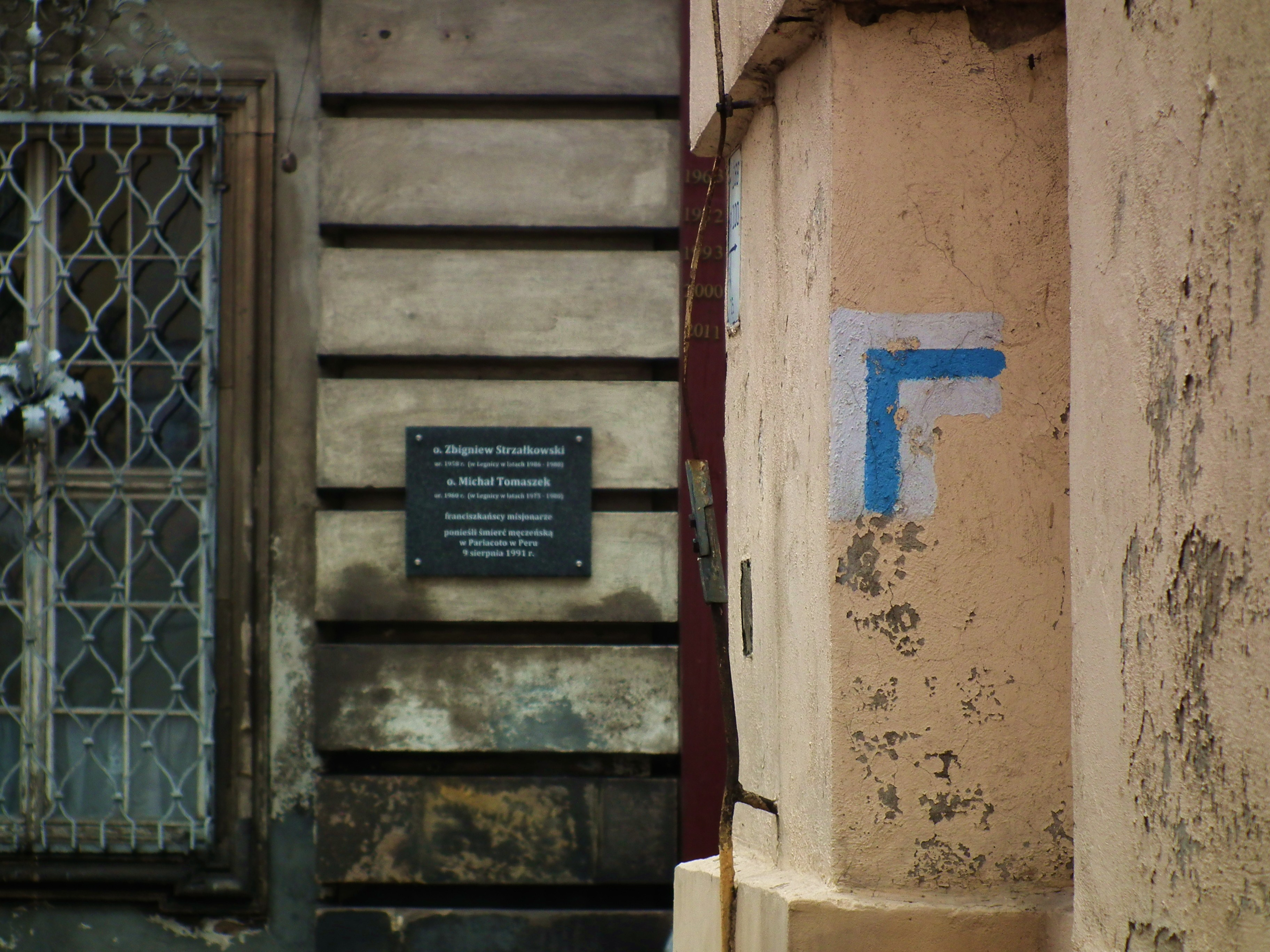
Oznaczenie szlaku na Starym Mieście w Legnicy

 Szlak Polskiej Miedzi – znakowany szlak turystyczny nizinny o długości 112 km, przebiegający przez tereny województwa dolnośląskiego, oznaczony kolorem niebieskim. Wytrasowany z inicjatywy Leona Hojniaka, nauczyciela i krajoznawcy z Legnicy.

## Przebieg szlaku
Częściowa mapa szlaku online: link
- 0,0 km Złotoryja
- 6,0 km Rokitnica
- 8,6 km Wysocko
- 10,2 km Rzymówka
- 12,4 km Krotoszyce
- 13,4 km Wilczyce
- 16,5 km Szymanowice
- 17,5 km Smokowice
- 20,1 km Pawłowice Małe
- 22,2 km Białka
- 25,5 km Legnica
- 28,0 km Piątnica
- 31,5 km Rzeszotary
- 35,1 km Kochlice
- 36,9 km Głuchowice
- 45,0 km Chróstnik
- 46,7 km Krzeczyn Wielki
- 51,8 km Lubin
- 57,0 km Obora
- 66,7 km Szklary Górne
- 70,3 km Jędrzychów
- 74,4 km Sobin
- 79,5 km Polkowice Dolne
- 81,6 km Polkowice
- 85,7 km Trzebcz
- 88,5 km Komorniki
- 91,7 km Grodowiec (dawniej Wysoka Cerkiew)
- 93,2 km Żuków
- 101,7 km rezerwat przyrody "Uroczysko Obiszów"
- 102,2 km Obiszów
- 107,9 km Jaczów
- 109,4 km Ruszowice
- 112,0 km Głogów